# Новая женщина

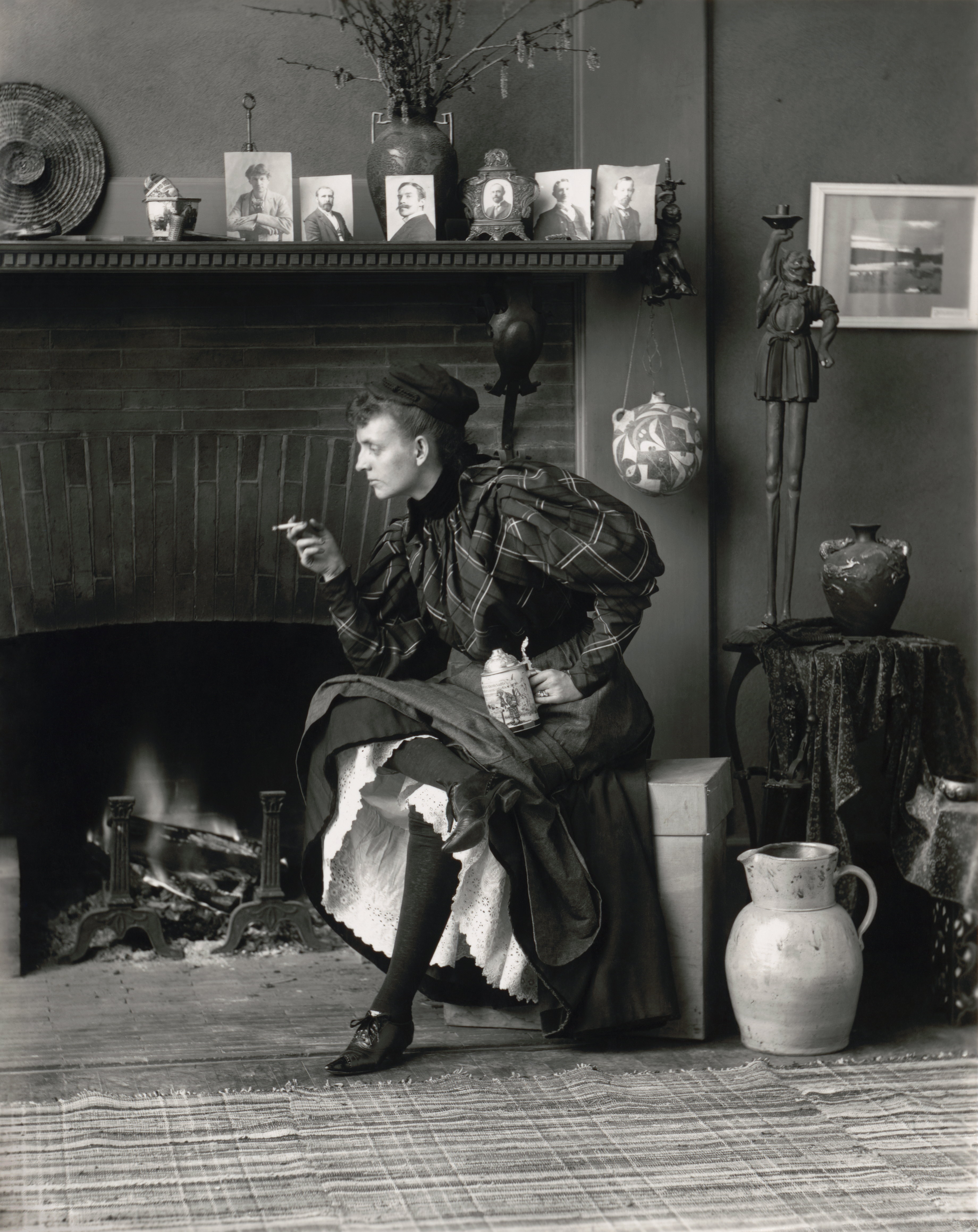
Фрэнсис Бенджамин Джонстон
Автопортрет в образе новой женщины (1896)

Но́вая же́нщина — концепция Александры Коллонтай, российской революционерки и наиболее известного теоретика большевизма по женскому вопросу, описанная в одноимённой статье 1913 года (позже изданной в сборнике «Новая мораль и рабочий класс» 1919 года). Считаются важной частью социалистической и феминистской мысли начала XX века. В статье Коллонтай пишет о художественном творчестве Герхарта Гауптмана, Томаса Манна, Греты Мейзель-Хесс, Татьяны Щепкиной-Куперник. Истоки идеи происходят из мыслей Коллонтай о том, что объявить женщину равноправной не значит сделать её равноправной, что, помимо совершения политических и экономических реформ, существует необходимость пересмотра отношений между полами. Коллонтай считала, что капитализм и Октябрьская революция были необходимыми условиями в создании и развитии типа новой женщины по всему миру.
О новой женщине до Коллонтай писали Жорж Санд, Генрик Ибсен, Николай Чернышевский, Иван Тургенев. Так, в 1900 году в журнале «Жизнь» опубликована статья Леси Украинки «Новые перспективы и старые тени» с подзаголовком «„Новая женщина“ западноевропейской беллетристики».
В англоязычной литературе первые упоминания новой женщины датируются новеллой Марии Эджуорт «Беллинда» (1801) и в романе Элизабет Браунинг «Аврора Ли» (1856).

## Основные идеи

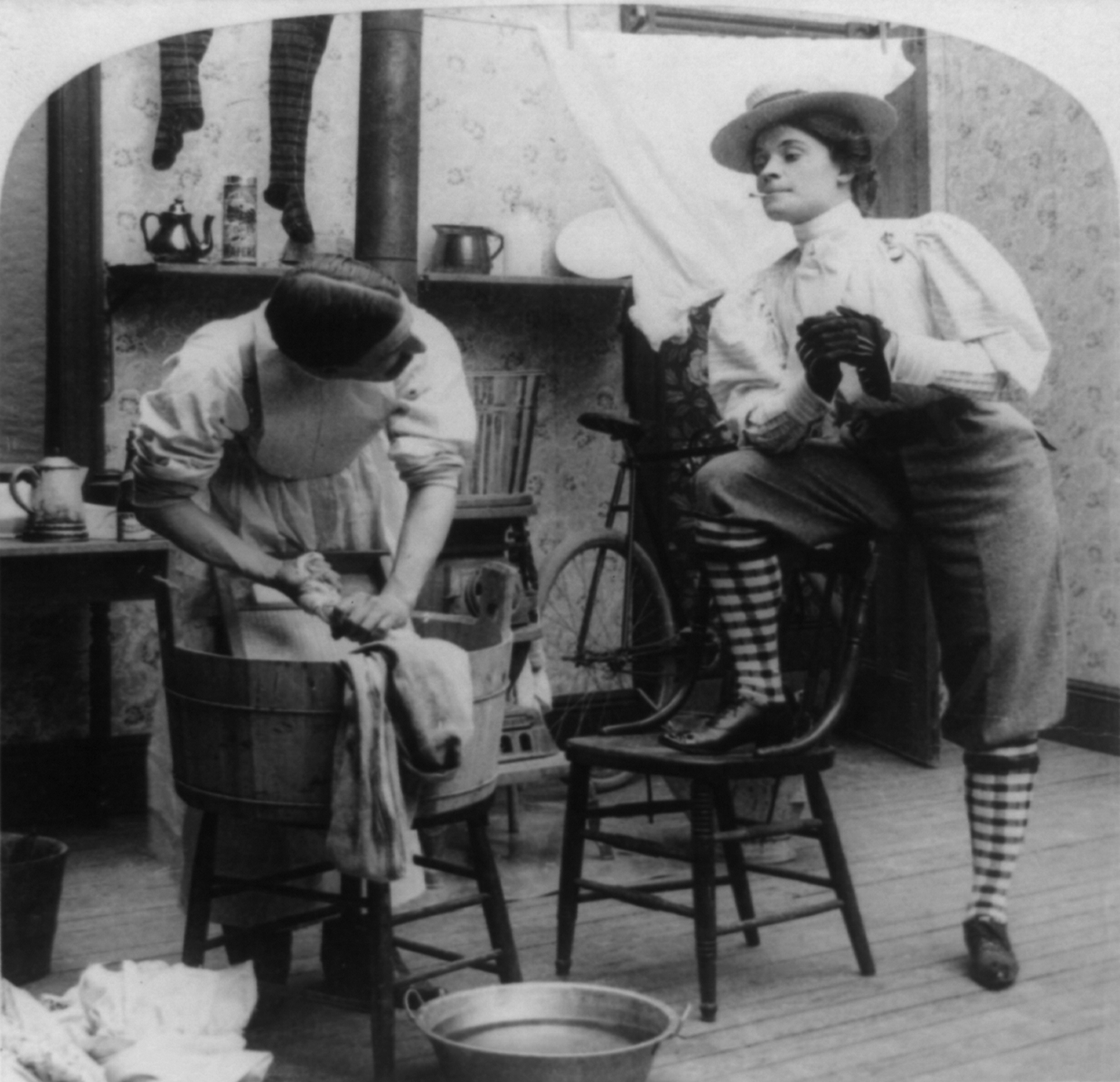
Карикатура на новую женщину 1901 года.

Говоря о типе новой женщины, Коллонтай критикует традиционную роль женщины, которая способствует потребительскому отношению мужчины к женщине и использованию её для достижения личных целей. В противоположность традиционной модели, новая женщина «отказывается играть второстепенную роль в обществе», «хочет быть полноправной и полноценной личностью». Коллонтай пишет, что новую женщину наиболее всего отражают холостые женщины, в отличие от женщины прошлого, они не являются в первую очередь «жёнами» — тенями и дополнениями своих мужей.
В своей статье Коллонтай говорит о новых качествах, которые должна воспитать в себе женщина:
- Побеждать свои эмоции и выработать внутреннюю самодисциплину;
- Проявлять уважение к свободам и чувствам других. «Требуя уважения свободы чувства для себя, они научаются допускать эту свободу и для другого»[6];
- Новая женщина «желает и ищет бережного отношения к своей личности, к своей душе. Деспотизма она не выносит»[6];
- Новая женщина — самостоятельная личность. «Современная, новая женщина не только не боится самостоятельности, но и научается ею дорожить по мере того, как интересы её всё шире и шире выходят за пределы семьи, дома, любви»[6];
- Новая женщина не скрывает своей сексуальности, она против «двойной морали» в отношении с мужчиной[1].

Эти идеи Коллонтай также описаны в её художественных произведениях — Женщина на переломе (1923), Любовь пчёл трудовых (1923) и повести Большая любовь (1927).

## Общественная реакция
Новые идеи Коллонтай и её художественное творчество вызывали активную дискуссию в обществе и нередко были подвержены идеологическим нападкам как потенциально вредные новому советскому обществу. По сей день западные феминистки ставят работы Коллонтай в один ряд с работами Олимпии де Гуж и Симоны де Бовуар.